# Pixeline Skolehjælp: Lær om Vikingerne – Kongekampen
Pixeline Skolehjælp: Lær om Vikingerne – Kongekampen  er det sekstende spil i Pixeline Skolehjælp serien. Spillet er fra 2008 og er udgivet af Krea Media.
Spillet starter med at Pixeline rejser rundt sammen med lillebror og Mumle, for at hjælpe Svend Tveskæg med at komme tilbage på tronen. For at Svend kan komme tilbage skal man bruge ti kongsting, som Pixeline skal hjælpe med at fremskaffe. Dette gøres blandt andet ved at samle penge ind som man kan købe gaver, og som man kan bestikke herskerne med. Samtidig med skal også besejer dem i en dyst for at få en kongsting. Pengene kan man blandt andet få ved at kæmpe med de forskelige hersker, og handle med sine vare på markedet.
Mens man rejser rundt med Pixeline på vikinge togt rundt omkring i europa. Fortæller Pixeline historien om de forskelige byer man besøger, samt kulturen og dagligdagen, og hvordan vikingerne levede dengang.
Til sidst når man har samlet alle kongstingene og givet dem til Svend, bliver Svend Tveskæg genindsat på tronen.